# Rudolf Schmidt (artiste)
Pour les articles homonymes, voir Rudolf Schmidt et Schmidt.

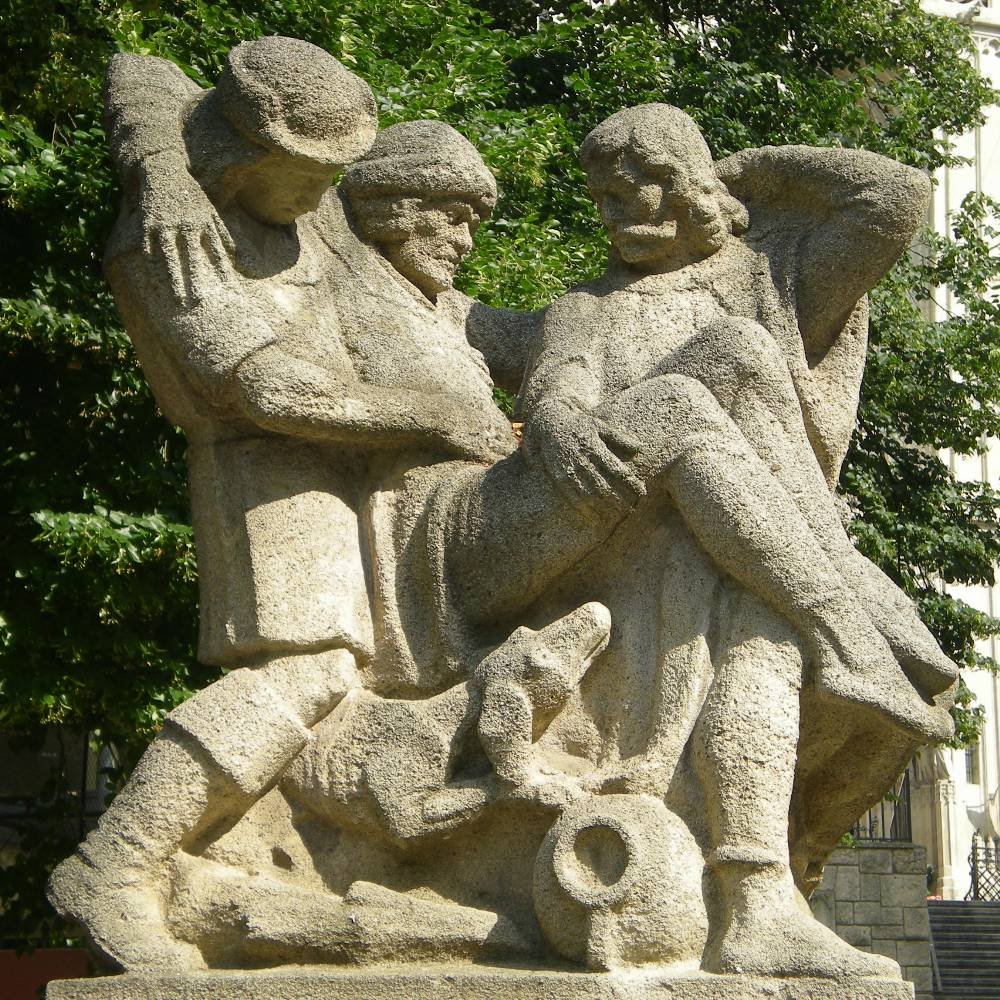
Groupe de figurines des Hannakenbrunnen à Vienne

Rudolf Schmidt, né le 19 avril 1894 à Vienne et mort le 7 mars 1980 dans la même ville, est un sculpteur, médailleur et historien de l'art autrichien.

## Biographie
Rudolf Schmidt naît le 19 avril 1894 à Vienne. Il termine ses études secondaires et apprend ensuite le  métier de tailleur de pierres précieuses et de pierres fines. Il étudie ensuite à l'Académie des Beaux-Arts de Vienne, où ses professeurs sont Otto Hofner et Josef Müllner. À partir de 1923, il est membre du Vienna Künstlerhaus, dont il reçoit la médaille d'or d'honneur en 1930. Ce prix est suivi du prix de l'État autrichien en 1935, du prix d'appréciation de la ville de Vienne en 1951 et du prix du ministère fédéral de l'Éducation en 1956.
Rudolf Schmidt vit longtemps à Rodaun. En plus de son travail de sculpteur, il est professeur d'éducation artistique dans la matière "modelage" à l'Académie des Beaux-Arts. Il crée de nombreuses grandes sculptures, comme le groupe de fontaines près de l'Église Notre-Dame-du-Rivage. Rudolf Schmidt produit également de nombreuses médailles, comme la médaille olympique autrichienne en 1954.
Seul le premier volume de son Österreichischen Künstlerlexikon est publié de son vivant. Le vaste matériel inédit est acheté par l'Österreichische Galerie Belvedere en 1981 et y est accessible au public.
Sa tombe se trouve au cimetière de Rodaun.

## Récompenses
- 1973 : Croix d'honneur autrichienne pour la science et l'art, 1re classe
- 1951 : Prix de la Ville de Vienne pour les Beaux-Arts

## Œuvres
- Traunernde Mutter mit Kind (Monument aux victimes de la Première Guerre mondiale), 1926, cimetière de Liesing à Vienne
- Bildniskopf eines älteren Mannes, entre-deux-guerres, plâtre, bronzé et patiné, Heeresgeschichtliches Museum, Vienne
- Lesende mit Kind, 1930, Plastik, Hof des Lorenshofes in Wien-Meidling
- Knaben mit Zicklein, 1931, Plastik, Gemeindebau Fockygasse 53 in Wien-Meidling
- Zierbrunnen mit Rehgruppe, 1931, Gemeindebau Hockegasse 1–7 in Wien-Währing
- Hannakenbrunnen, 1937, in Wien-Innere Stadt
- Büste Ignaz Semmelweis, 1944, Semmelweis-Frauenklinik in Wien-Währing
- Gedenkmedaillon Hugo von Hofmannsthal, 1947, an der Außenfassade des Theaters in der Josefstadt in Wien-Josefstadt
- Majolikareliefs Hirte und Nymphe, 1950, Wohnhaus Bernardgasse 10 in Wien-Neubau
- Arbeiter mit Hammer und Frau mit Kind, 1957/59, Anton-Schmidt-Hof, Tordurchfahrt Zaunergasse, Wien-Landstraße
- Gedenktafel mit Reliefbüste Edmund Eysler, 1959, Wohnhaus Zeltgasse 14 in Wien-Josefstadt
- 50 Schilling Münze der Republik Österreich 1973 zum 100. Geburtstag von Theodor Körner

## Publication
- (de) Österreichisches Künstlerlexikon: von den Anfängen bis zur Gegenwart, Vienne, Tusch, 1974 (ISBN 3-85063-076-5)